# Уэбб, Брендон (снайпер)
Брэндон Тайлер Уэбб (англ. Brandon Webb; род. 12 июня 1974, Ванкувер, Британская Колумбия) — ветеран спецвойск ВМС США (SEAL); снайпер-инструктор; участник боевых действий в Афганистане и Ираке. Среди снайперов, подготовленных Уэббом в его бытность начальником снайперских курсов SEAL, был известный снайпер-рекордсмен Крис Кайл. Получил известность как автор публикаций по вопросам снайперского дела и другим аспектам специальных операций. Является главным редактором SOFREP — журнала для ветеранов спецвойск и постоянным комментатором по вопросам снайперского дела войск специального назначения. 
Некоторые мнения Уэбба вызвали критику со стороны сообщества ветеранов специальных операций.

## Военная карьера
В 1993 году Уэбб поступил на службу в ВМФ США в качестве техника по авиационным вооружениям и пловца-спасателя. После завершения основной программы обучения получил назначение в команду 3 «морских котиков» (SEAL).
В 2000 году прошел обучение на курсах снайперов «морских котиков», после чего вернулся в состав команды 3, размещенной в Персидском заливе .
Впоследствии проходил службу в группе снайперов управления спецопераций SEAL.

## Литературная работа
Написал несколько пособий по снайперскому делу, а также руководство для руководителей бизнеса (см раздел «Библиография» ).